# Ellport
Ellport es un borough ubicado en el condado de Lawrence en el estado estadounidense de Pensilvania. En el año 2000 tenía una población de 1,148 habitantes y una densidad poblacional de 1,020 personas por km².

## Geografía
Ellport se encuentra ubicado en las coordenadas 40°51′37″N 80°15′43″O / 40.86028, -80.26194.

## Demografía
Según la Oficina del Censo en 2000 los ingresos medios por hogar en la localidad eran de $34,063 y los ingresos medios por familia eran $41,406. Los hombres tenían unos ingresos medios de $37,014 frente a los $22,313 para las mujeres. La renta per cápita para la localidad era de $15,447. Alrededor del 8.1% de la población estaba por debajo del umbral de pobreza.